# Chi Li
Dans ce nom chinois, le nom de famille, Chi, précède le nom personnel.
Chi Li (chinois : 池莉 ; pinyin : Chí Lì) est une romancière et femme politique chinoise, née le 30 mai 1957 à Xiantao (province du Hubei). Après avoir étudié et pratiqué quelques années la médecine, elle s'est entièrement consacrée à la littérature. Ses récits se caractérisent par leur brièveté, une simplicité narrative, des descriptions minutieuses et parfois triviales de la vie quotidienne, et, pour la plupart, leur localisation à Wuhan dans la Chine d'après la réforme économique. Ils racontent la vie de familles et de couples ordinaires, sur lesquels l'auteur porte un regard tantôt satirique, tantôt complice, aux prises avec leurs problèmes à la fois matériels et relationnels, personnages aux antipodes des héros idéalisés du réalisme socialiste. Ces caractéristiques font de Chi Li une représentante du courant littéraire qu'on a qualifié de néo-réalisme ainsi que la littérature des cicatrices.

## Biographie
Le père de Chi Li, d'origine pauvre, est devenu officier, alors que sa mère appartenait à une famille aisée de propriétaires terriens. Dès quatre ans Chi Li considérait les sinogrammes « comme (ses) amis et ses jouets », selon ses propres mots ; elle écrit des poèmes à l"adolescence. Sous la révolution culturelle, la famille, classée comme "droitiste" est envoyée dans un village du Hubei, où Chi Li travaille la terre, puis enseigne comme institutrice en tant que « jeune instruite ». En 1976, elle entre à la faculté de médecine, exerce pendant cinq ans en campagne, puis dans le consortium métallurgique de Wuhan. La littérature lui apparaît alors comme un antidote à l'expérience éprouvante de la maladie et de la mort. Admise en 1983 à la faculté de langue et de littérature chinoises de l'université de Wuhan, elle en sort diplômée en 1987.
À trente ans, elle choisit la littérature comme profession. Elle devient éditrice dans la revue littéraire Fang Cao, publie ses premiers livres sur la société chinoise dans les années 1980. La critique remarque un de ses premiers romans Yue'er hao (traduit en anglais sous le titre Nice Moon) (1982), mais c'est Triste Vie (烦恼人生, Fannao rensheng), paru en 1987 suivi en 1988 de 不谈爱情, Butan aiqing) et de Soleil levant ('太阳 出世, Tàiyáng chūshì), paru en 1990, qui forme une trilogie romanesque intitulée trilogie de la vie, qui font d'elle une des principales représentantes du courant néoréaliste. En 1999, son roman 来来往往, Lailai wangwang, (littéralement : Va et viens), d'un style populaire par son thème, son langage, sa structure narrative, est adapté à la télévision et conquiert un vaste public. La même année, elle devient vice-présidente de l’Union des écrivains de Wuhan, puis de la province du Hubei.
Ses romans, parce qu'ils évoquent la vie de tous les jours et les problèmes rencontrés par les gens ordinaires, connaissent un grand succès en Chine où ils ont été regroupés en plusieurs volumes et réédités à diverses reprises. À la suite du contrat passé avec les éditions Actes Sud qui publie ses œuvres en français dans les années 1990, c'est en France qu'elle fait son premier voyage à l'étranger. Elle a été traduite également en anglais, espagnol, japonais, coréen, vietnamien et thaï. Plusieurs de ses œuvres ont été adaptées à la télévision ; son roman Le Show de la vie (生活秀, Shēng huó xiù), paru en 2000 est adapté au cinéma sous le même titre par le réalisateur Huo Jianqi en 2002.
Chi Li s'est mariée en 1987 et a donné naissance à une fille en 1988.

## Œuvres traduites en français
- 细腰, Xìyāo, 1987 Publié en français sous le titre Une taille de guêpe, traduit par Shao Baoqing, Londres et Paris, Hermits United, 2023, 64 p.  (ISBN 978-1-7393897-4-1). Édition bilingue.
- 烦恼人生, Fánnǎo rénshēng, 1987 Publié en français sous le titre Triste Vie, traduit par Shao Baoqing, Arles, Actes Sud, coll. « Lettres chinoises », 1998, 101 p.  (ISBN 2-7427-2007-3) ; réédition, Arles, Actes Sud, coll. « Babel » no 689, 2005  (ISBN 2-7427-5541-1)

- 太阳 出世, Tàiyáng chūshì, 1990 Publié en français sous le titre Soleil levant, traduit par Angel Pino, Arles, Actes Sud, coll. « Lettres chinoises », 2005, 154 p.  (ISBN 2-7427-5539-X) ; réédition, Arles, Actes Sud, coll. « Babel » no 899, 2008  (ISBN 978-2-7427-7588-0)

- 你是一条河, Nǐ shì yī tiáo hé, 1995 Publié en français sous le titre Tu es une rivière, traduit par Angel Pino et Isabelle Rabut, Arles, Actes Sud, coll. « Lettres chinoises », 2004, 202 p.  (ISBN 2-7427-4765-6) ; réédition, Arles, Actes Sud, coll. « Babel » no 764, 2006  (ISBN 2-7427-6287-6)

- 预谋杀人, Yùmóu shārén, 1995 Publié en français sous le titre Préméditation, traduit par Angel Pino et Shao Baoqing, Arles, Actes Sud, coll. « Lettres chinoises », 2002, 136 p.  (ISBN 2-7427-4094-5) ; réédition, Arles, Actes Sud, coll. « Babel » no 1040, 2010  (ISBN 978-2-7427-9506-2)

- 你以为你是谁 ?, Nǐ yǐwéi nǐ shì shéi, 1995 Publié en français sous le titre Pour qui te prends-tu ?, traduit par Hervé Denès, Arles, Actes Sud, coll. « Lettres chinoises », 1998, 154 p.  (ISBN 2-7427-3046-X) ; réédition, Arles, Actes Sud, coll. « Babel » no 850, 2007  (ISBN 978-2-7427-7154-7)

- 云破处, Yún pòchù, 1997 Publié en français sous le titre Trouée dans les nuages, traduit par Isabelle Rabut et Shao Baoqing, Arles, Actes Sud, coll. « Lettres chinoises », 1999, 115 p.  (ISBN 2-7427-2491-5) ; réédition, Arles, Actes Sud, coll. « Babel » no 626, 2004  (ISBN 2-7427-4737-0)

- 生活秀, Shēng huó xiù, 2000 Publié en français sous le titre Le Show de la vie, traduit par Hervé Denès, Arles, Actes Sud, coll. « Lettres chinoises », 2010, 171 p.  (ISBN 978-2-74279494-2) ; réédition, Arles, Actes Sud, coll. « Babel » no 1599, 2019  (ISBN 978-2-330-11765-8)

- 看麦娘, Kànmàiniáng, 2001 Publié en français sous le titre Les Sentinelles des blés, traduit par Angel Pino et Shao Baoqing, Arles, Actes Sud, coll. « Lettres chinoises », 2008, 158 p.  (ISBN 978-2-7427-7818-8) ; réédition, Arles, Actes Sud, coll. « Babel » no 1321, 2015  (ISBN 978-2-330-05122-8)

- 有了快感你就喊, Yǒule kuàigǎn nǐ jiù hǎn, 2003 Publié en français sous le titre Un homme bien sous tous rapports, traduit par Hervé Denès, Arles, Actes Sud, coll. « Lettres chinoises », 2006, 156 p.  (ISBN 2-7427-6288-4)

- Une ville à soi, traduit par Hang Ling et Vanessa Teihet, Actes Sud, coll. « Lettres chinoises », 2018, 192 p.  (ISBN 978-2-330-11416-9)

### Articles
- Angel Pino et Isabelle Rabut, « Chi Li (1957-) », Encyclopædia Universalis. [lire en ligne].
- Noël Dutrait, Petit précis à l'usage de l'amateur de littérature chinoise contemporaine. Éditions Philippe Picquier, 2006, pages 95-96.
- Yinde Zhang, Le Monde romanesque chinois au XXe siècle. 2003. « La rhétorique néoréaliste de Chi Li », pages 359-377.
- Haomin Gong, Constructing a Neorealist Reality Petty Urbanites Mundaneness and Chi Li's Fiction[8]